# 스트로보스코프

스트로보스코프(stroboscope) 또는 스트로브(strobe)는 순환하면서 움직이는 물체가 느리게 움직이거나 또는 멈추는 것처럼 보이도록 만들어주는 기구이다. 슬롯, 구멍이 있는 회전하는 판이나, 불빛의 반복적인 짧은 깜박임을 만들어주는 섬광관 등의 램프로 구성된다.
물체의 회전, 진동 연구에 사용된다.

## 스트로보스코프를 이용한 회전속도 측정
회전축에 사진의 스트로보스코프용 도형(圖形)을 달고, 일정한 주기(周期)로 점멸(點滅)하는 램프로 비치면, 어떤 부분은 왼쪽으로 도는 것처럼, 어느 부분은 오른쪽으로 도는 것처럼, 그리고 어떤 부분은 정지되어 있는 것처럼 보인다.
정지된 것처럼 보이는 것은 회전하여도 도형의 배치가 앞에서 비친 순간의 것과 같기 때문이다. 그러므로 원주(圓周)의 등분수(等分數)와 램프가 점멸하는 주기로써 축의 회전수가 측정되는 것이다. 이 방법은 회전축에 아무것도 닿아서는 안 되는 경우, 또는 무엇인가 회전축에 닿으면 회전속도가 변화할 염려가 있는 경우에 흔히 이용된다.

## 같이 보기
- 플립 북
- 페나키스토스코프
- 프락시노스코프
- 타코미터
- 더마트로프
- 조이트로프